# Francesca P. Roberts
Francesca P. Roberts est une actrice américaine.

## Filmographie
- 1980 : Rendez-vous chez Max's (Inside Moves) : Hooker
- 1981 : Private Benjamin (en) (série télévisée) : Pvt. Harriet DOrsey (1981)
- 1982 : Money on the Side (TV) : Clerk
- 1985 : Generation (TV) : Spanish Woman
- 1987 : Frank's Place (série télévisée) : Anna-May
- 1989 : Have Faith (série télévisée) : Sally Coleman
- 1989 : Les Années copain (Heart of Dixie) de Martin Davidson : Keefi
- 1990 : Échec et Mort (Hard to Kill) : Martha Coe
- 1991 : Femmes sous haute surveillance (Prison Stories: Women on the Inside) (TV) : Lucy
- 1991 : Ici bébé (Baby Talk) (série télévisée) : Anita Craig
- 1992 : Gladiateurs : Miss Higgins
- 1993 : Super Mario Bros. (Super Mario Bros.) : Bertha
- 1994 : SFW (S.F.W.) de Jefery Levy : Kim Martin
- 1995 : Safe : Patient #2
- 1996 : Au-delà des lois (Eye for an Eye) : Parent of Murdered Children Group #2
- 1998 : Drôle de couple 2 : Passenger
- 2001 : La Revanche d'une blonde (Legally Blonde) : juge Marina R. Bickford
- 2004 : En bonne compagnie (In Good Company) : Loan Officer